# L'Encéphale (Paris)
Pour les articles homonymes, voir L'Encéphale.
L'Encéphale, sous-titré Revue de psychiatrie clinique biologique et thérapeutique, est une revue scientifique à visée médicale de langue française fondée en 1906 et publiée en 2008 par les Éditions Masson. Son titre reprend celui de la revue L'Encéphale, qui parut de 1881 à 1889.
L'Encéphale publie essentiellement des travaux originaux en psychiatrie ainsi que les actes de certaines conférences, francophones, dans le domaine.
Le PU-PH Pierre Deniker en a été rédacteur en chef depuis 1975 jusqu'à sa mort en 1998.
La revue organise un congrès annuel (francophone) à Paris, dont les coprésidents sont les Professeurs Jean-Pierre Olié et Henri Lôo.